# Haworthia hisui
Haworthia hisui är en grästrädsväxtart som beskrevs av M. Hayashi. Haworthia hisui ingår i släktet Haworthia och familjen grästrädsväxter. Inga underarter finns listade i Catalogue of Life.